# داوود موسی
داوود موسی (انگلیسی: Daoud Musa؛ زادهٔ ۲ فوریهٔ ۱۹۸۲) بازیکن بسکتبال اهل قطر است.
از باشگاه‌هایی که در آن بازی کرده‌است می‌توان به باشگاه ورزشی القطر اشاره کرد.
وی در مسابقات کشوری و بین‌المللی در مجموع برندهٔ ۱ مدال نقره شده‌است.